# Pierre Biron
Pierre Biron, né le 15 juillet 1861 à Paris 20e et mort le 30 septembre 1941 à Anglards-de-Saint-Flour (Cantal), est un écrivain auvergnat de langue occitane, connu sous son pseudonyme palindromique de Norib.

## Biographie
Cultivateur de son métier, Pierre Biron a vécu presque toute sa vie à Anglards-de-Saint-Flour, village au sud de Saint-Flour, à la ferme de la Gazelle.
Autodidacte, mais d'une vaste culture, il écrit principalement en occitan, sur la vie paysanne, la beauté de la nature, mais aussi sur la vie politique de son temps. Il est une des principales figures de la littérature occitane de Haute-Auvergne.
Il a aussi travaillé comme ouvrier notamment sur le viaduc de Garabit, qui lui a inspiré un très beau poème.

## Œuvre
Il n'a jamais publié de livre, mais ses textes étaient diffusés à travers la presse locale. Ses poèmes ont été recueillis par Noël Lafon : 
- Pierre Biron, Poésies de Norib, édition de Noël Lafon, traductions de Lucienne Lafon, illustrations de Daniel Brugès, Aurillac, éditions Ostal del Libre, 2012, 720 p.  (ISBN 978-2-9537327-2-6).

La quantité et la variété de ses textes en prose et en vers en font un témoin important de l'occitan parlé dans la première moitié du XXe siècle dans la Planèze de Saint-Flour et aux confins de la Margeride.

## Postérité
Un Centre culturel de langue occitane basé à Yolet, le Centre culturel occitan Norib, porte son nom. Ce dernier fait d'ailleurs partie du mouvement associatif « Sèm Montanhòls » qui regroupe des associations occitanistes d'Auvergne.